# Ілово (Псковська область)
Ілово (рос. Илово) — присілок в Себезькому районі Псковської області Російської Федерації.
Населення становить 141 особу. Входить до складу муніципального утворення Себезьке муніципальне утворення.

## Історія
Від 2015 року входить до складу муніципального утворення Себезьке муніципальне утворення.

## Населення
| 2001 | 2002 | 2010 |
| ---- | ---- | ---- |
| 134  | ↗135 | ↗141 |